# WGL
WGL é uma interface de sistemas de janelas para Microsoft Windows, sendo uma implementação da especificação OpenGL. O WGL é análogo ao GLX que é uma interface do X11 para o OpenGL, assim como o CGL que é a alternativa para Mac OS X.